# Csatornaolaj

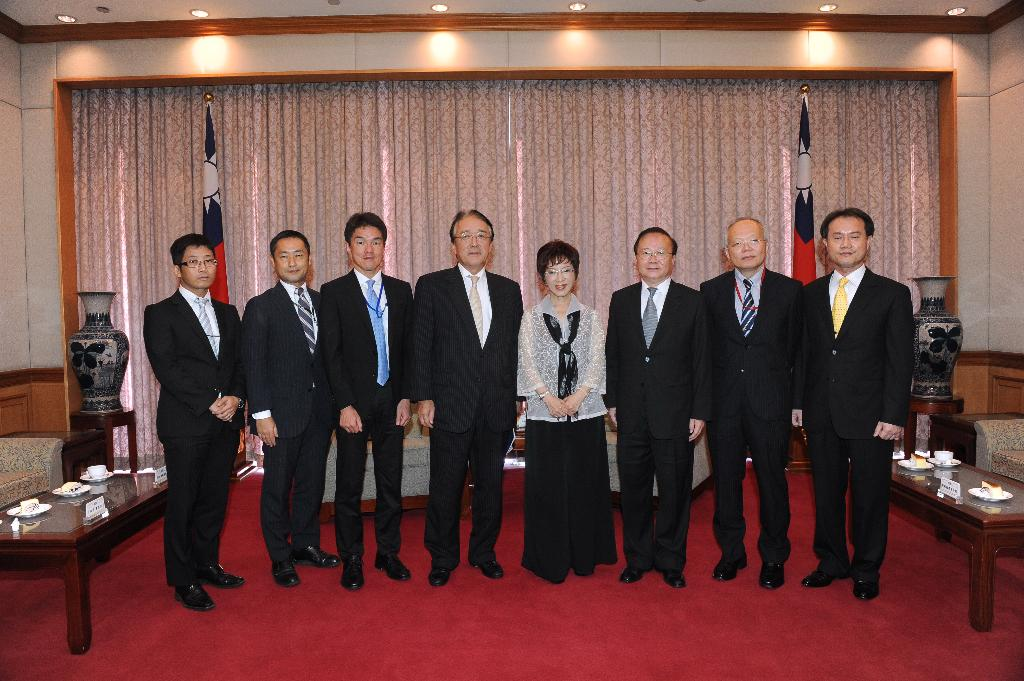
A 2014-es tajvani csatornaolaj-konferencia elnöksége, szeptember 10.

A csatornaolaj (angolul: gutter oil, kínai nyelven: 地沟, tikou ju (dìgōu yóu) vagy 餿 水 油, szousuj ju (sōushuǐ yóu)) Kína partvidékein, főleg Hongkongban, Makaón és Tajvanon használt kifejezés egy olyan tiltott étolaj-előállítási technológiára, amelynek során a különböző forrásokból (éttermekből, zsírcsapdákból, vágóhidakról, szennyvízcsatornákból) begyűjtött hulladékolajat újrahasznosítják.

## Előállítása
A csatornaolaj feldolgozása gyakran nagyon kezdetleges; ezek a technikák magukban foglalják a begyűjtést, szűrést, forralást, finomítást és néhány komponens eltávolítását. Ezután úgy palackozzák és értékesítik ezt az olajat, mint a szokásos étolaj egy olcsóbb alternatíváját. A csatornaolaj előállítására vágóhídi maradék állati részeket, zsírt és a bőrt, belső szerveket, lejárt vagy egyébként is alacsonyabb minőségű húst használnak fel. Ezt az elegyet nagy tartályokban felfőzik az olaj kinyerése céljából.
Az összegyűjtött csatornaolajat helyi üzemekbe vagy kis gyárakba viszik tisztítás és palackozás céljából. Ezekbe a műhelyekbe gyakran biciklik csomagtartóján szállítják a kitermelt nyersolajat, és havi bért kapnak a munkájuk után. Ezt az anyagot 200 literes hordóban tárolják a feldolgozásáig. Más esetekben az anyag ipari étolaj-finomítókba kerül további feldolgozásra, mielőtt elérné a végcélját. Az olajfinomítók általában jogszerű termelők, akik a feldolgozott olajat vegyipari vagy energetikai felhasználásra értékesítik. A feldolgozókban fehérítőt használnak az olaj sötét színének természetes megjelenésűvé alakítására, lúgos adalékanyagokat pedig az állati zsírok magas koncentrációja által előidézett abnormálisan alacsony pH (savasság) semlegesítésére.

## „Gazdaságossága”
A nyers csatornaolajat tonnánként 170 és 190 amerikai dolláros áron, míg a tisztított és finomított terméket tonnánként 255 $-on lehet eladni. Ez igen komoly gazdasági ösztönzés a csatornaolaj előállítására és értékesítésére. Kínában a finomított repceolaj ára 990-1100 dollár között mozgott 2017-ben.
Ráadásul az eladói oldalon is komoly ösztönzőtényező a pénz: Az éttermeknek a használt olajtól két lehetőségük van megszabadulni. A legális csatornákon is leadhatják a használt olajukat, de az pénzbe kerül, vagy a „gyűjtögetőknek” adják el azt, akik még fizetnek is azért, hogy megszabadítsák őket a hulladékuktól. „A kisebb éttermek így mintegy 10 000 jüan (1500 dollár) bevételre tehetnek szert” – nyilatkozta Ceng Vej (Zeng Wei), a Vuhan Ajzsuj (Wuhan Airui) biodízel vállalat igazgatója. – „Egy nagyobb étterem akár kétmillió jüant (300 000 dollárt) is kereshet évente ezen az illegális üzleten.”

## Felhasználása
A becslések szerint 2011-ben minden tizedik, alacsonyabb besorolású kínai étteremben elfogyasztott étel csatornaolajjal készült. Ez a magas előfordulási arány Feng Ping, a Kínai Húskutató Központ kutatója szerint annak tudható be, hogy „az illegális olaj nem mutat különbséget megjelenésében és jellemzőiben finomítás és tisztítás után a normál olajjal szemben, mivel a csalók terméküket megfeleltetik a hatályos előírásoknak.” 

## Története
Az első dokumentált eset Tajvanon pattant ki, 1985-ben. A vizsgálat során 22 embert tartóztattak le a 10 éve üzemelő tajpeji „újrahasznosító cég” ügyében. Egy elkövetőt ebben az ügyben 7 év börtönre ítéltek.
Kína partvidékéről az első dokumentált esetet 2000-ben jelentették, amikor ott egy utcai árus az éttermi hulladékból származó olajat értékesített.
2012 szeptemberében a csatornaolaj feltételezett gyógyszeripari nyersanyagként való felhasználásával kapcsolatban vizsgálatok komoly visszaéléseket tártak fel. 2014 szeptemberében tört ki az első komolyabb botrány Tajvanon, ennek során fény derült egy olyan visszaélés-sorozatra, melynek során 240 tonnányi csatornaolajat használtak fel vállalkozások ételkészítésre. Ez az ügy több száz vállalatot és több tízezer, az érintett éttermekben felszolgált adag ételt érintett, ráadásul az olaj egy részét valószínűleg külföldre exportálták.
Ho Tung-ping (He Dongping),  a Vuhani (Wuhani) Műszaki Egyetem élelmiszer-tudományi professzora, a botrány kirobbantója szerint „Ez a hulladékolaj feleannyiba kerül, mint a kereskedelmi változat, a csatornaolaj-biznisz másfél – kétmilliárd jüant termel évente.” Tanulmányában azt írja, hogy „egy tonna hulladékból 130 liter illegális olaj állítható elő. A haszonkulcs az üzleten több mint 200% – könnyen belátható, hogy ez a visszaélés sorozat állami beavatkozás nélkül nem fog megszűnni.”
A csatornaolaj különben kiválóan alkalmas nyersanyag szappan, gumi, bioüzemanyag és kozmetikumok előállítására. A finomítóknak azonban nem biztos, hogy minden esetben ez a szándékuk az olajjal, ugyanis termékük étolajként történő értékesítésével sokkal magasabb profitot tudnak realizálni.
Meglehetősen kevés szabály és előírás létezik, ami alapján meg lehetne akadályozni ennek az olajnak az emberi fogyasztásra való forgalmazását, így nagyon egyszerű a csatornaolajat megvásárolni ezekből az ipari finomítókból vagy műhelyekből a vendéglőknek vagy a végfelhasználóknak. Előfordul, hogy ezek a finomítók saját márkanéven csomagolják az olajat és legitim csatornákon értékesítik a kiskereskedelemben, vagy közvetlenül az éttermeknek.
A csatornaolaj legnagyobb végfelhasználói az alsó kategóriájú éttermek és az utcai árusok, mivel alacsonyabb haszonkulccsal működnek, mint a nagyobb éttermek. A kínai ételek általában nagymértékben függenek az olajtól, mivel a legtöbb ételt sütik, ezért a sok árérzékeny fogyasztó számára olcsóbb az étel, ha csatornaolajat használnak. A helyzetet az teszi igazán súlyossá, hogy nehéz megkülönböztetni az újrafeldolgozott csatornaolajat a legális olajtól.[forrás?]

## Egészségügyi kockázatok
A csatornaolaj esetenként meglehetősen mérgező, hasmenést és hasi fájdalmat okozhat. Jelentések vannak továbbá arról, hogy az olaj hosszú távú fogyasztása emeli a gyomor- és májtumor kockázatát, valamint fejlődési rendellenességekhez vezethet újszülötteknél és gyermekeknél. A csatornaolaj egyes mintáinak tesztelése nyomokban policiklusos aromás szénhidrogéneket (PAH) tárt fel, ezek veszélyes szerves szennyező anyagok, amelyek hosszú távon rákot idézhetnek elő. Sok esetben tartalmaz még aflatoxinokat, és egyéb erősen karcinogén vegyületeket. Zeng Jing, a guangdongi fegyveres rendőrségi kórház vezetője nyilatkozta a csatornaolajról: „A finomított csatornaolajban található állati és növényi zsírok oxidáción és bomláson mennek keresztül, és mérgező anyagokat, például arzént termelnek. Ez emésztési zavarokat, álmatlanságot, májfájdalmat és egyéb tüneteket okoz”.

## Szabályozás

A tajvani csatornaolaj-konferencia, 2014

A kínai törvénykezés rendelkezik arról, hogy az ipari állati zsírt nem szabad felhasználni élelmezési célra, mivel nem felel meg az alapvető higiéniai előírásoknak, és nagy arányú potenciálisan mérgező szennyezőanyagokat tartalmaz. Több intézetben is kutatják a csatornaolaj tesztelésének és azonosításának lehetőségeit, de 2012-től nem léteztek országos szabványok, melyek segítenék ezt a folyamatot. A kormány vizsgálja azokat a módszereket, melyekkel technikai eszközökkel, valamint helyszíni azonnali tesztekkel lehetővé válna a gyanús olaj azonosítása. Öt eljárást javasolnak a csatornaolaj kiszűrésére, de ezek meglehetősen pontatlanok.
2011 augusztusában országos kampány indult Kínában, melynek célja a csatornaolaj széles körű elterjedésének és értékesítésének visszaszorítása volt. A kampány során 100 finomított csatornaolaj-gyártót buktattak le, és több mint 800 embert tartóztattak le. 2012 áprilisában az ismételt fellépés nyomán további 100 letartóztatás és 13 illegális üzem bezárása történt meg négy tartományban. A Legfelsőbb Népi Bíróság, a Legfelsőbb Népi Ügyész és a Közbiztonsági Minisztérium közösen közzétett kiadott közleménye szerint a halálbüntetés sem kizárt a csatornaolajos cégek súlyosabb eseteivel szemben.
Szigorúbb büntetéseket kell kiszabni azokkal a kormányzati tisztviselőkkel szemben is, akik nem képesek megfelelően foglalkozni a csatornaolajjal kapcsolatos kérdésekkel. Az Államtanács utasította az ellenőröket, hogy vizsgálják felül az élelmiszeripari olajvásárlásokat a nagykereskedelmi piacokon, illetve ellenőrizzék az olajok eredetét az éttermekben, iskolai kávézókban, munkahelyi étkezőkben és az építkezések konyháiban. Az Állami Tanács azt is kijelentette, hogy az újrahasznosított olajat használó vállalkozásokat ideiglenesen bezárathatják vagy el is vehetik üzemeltetési engedélyüket. Az olajat értékesítő ügynököket büntetőeljárás alá vonják.
2013 októberében egy, a kelet-kínai Csiangszu (Jiangsu) tartományból származó férfit életfogytig tartó börtönbüntetésre ítéltek a csatornaolaj előállításából és értékesítéséből származó jelentős jövedelemszerzés miatt.
2014. szeptember 10-én Tajpejben csatornaolaj-konferenciát rendeztek.

## Fordítás
- Ez a szócikk részben vagy egészben  a   Gutter oil című angol Wikipédia-szócikk ezen változatának fordításán alapul.  Az eredeti cikk szerkesztőit annak laptörténete sorolja fel. Ez a jelzés csupán a megfogalmazás eredetét és a szerzői jogokat jelzi, nem szolgál a cikkben szereplő információk forrásmegjelöléseként.